# Зоя (спутник)
Зоя, также (58534) Logos I Zoe — спутник транснептунового объекта (58534) Логос. Был обнаружен 17 ноября 2001 года с помощью наблюдений космического телескопа Хаббла, группой учёных, которые объявили об открытии 11 февраля 2002 года. После открытия он получил временное обозначение S/2001 (58534) 1. После предложения, он был официально назван (58534) Логос I Зоя. Его орбита имеет большую полуось около 8010 ± 80 км, а период в 312 ± 3 дня с эксцентриситетом 0,45 ± 0,03. Его ориентировочный диаметр составляет 66 км, а масса (0,15 ± 0,02)×1018 кг.

## Открытие и обозначение
Зоя была открыта 17 ноября 2001 года Кит С. Я. Нолл, Дениз С. Стивенсоном, Уиллом М. Гранди, Джоном Спенсером, Робертом Л. Миллисом, Марком У. Буи, Дейлом Круикшанком, Стивеном С. Теглером и Уильямом Ниссхином при наблюдениях с помощью Хаббла. Об открытии объявили 11 февраля 2002 года, объект получил временное обозначение S/2001 (58 534) 1.
Объект официально назван в честь гностической богини / эона Зои.

## Свойства
Зоя обращается вокруг Логоса по очень вытянутой эллиптической орбите на расстоянии 4405 — 11 614 км. Так как оба объекта сопоставимы по размерам и обращаются вокруг общего центра масс, они рассматриваются как двойная система ТНО. Эксцентриситет орбиты составляет около 0,45, а её наклон к плоскости эклиптики 121,5°. Зоя завершает оборот вокруг Логоса за 312 дней, что соответствует примерно 359,4 оборотам за один год Логоса (ок. 307,03 земных лет).

## Физические характеристики
Зоя, по оценкам, имеет диаметр 66 км (около 85,7 % от центрального тела), при условии, что альбедо Логоса и Зои одинаковы.

## Исследования
С момента открытия Зои при помощи телескопа Хаббла, идёт определение орбитальных характеристик объекта.